# Kig
Kig is een vrij geometrisch programma voor de werkomgevingen KDE en TDE, en wordt ontwikkeld door het KDE Education Project en de TDE-ontwikkelaars. Het programma is qua functies en doel vergelijkbaar met commerciële programma's als Cabri.
Met Kig kunnen gebruikers geometrische figuren als cirkels, driehoeken, vierkanten en (regelmatige) veelhoeken tekenen, hoeken meten, goniometrische getallen berekenen en functies tekenen. Verder is het ook mogelijk om Kig uit te breiden met macro's en Python-scripts.